# Parotocinclus

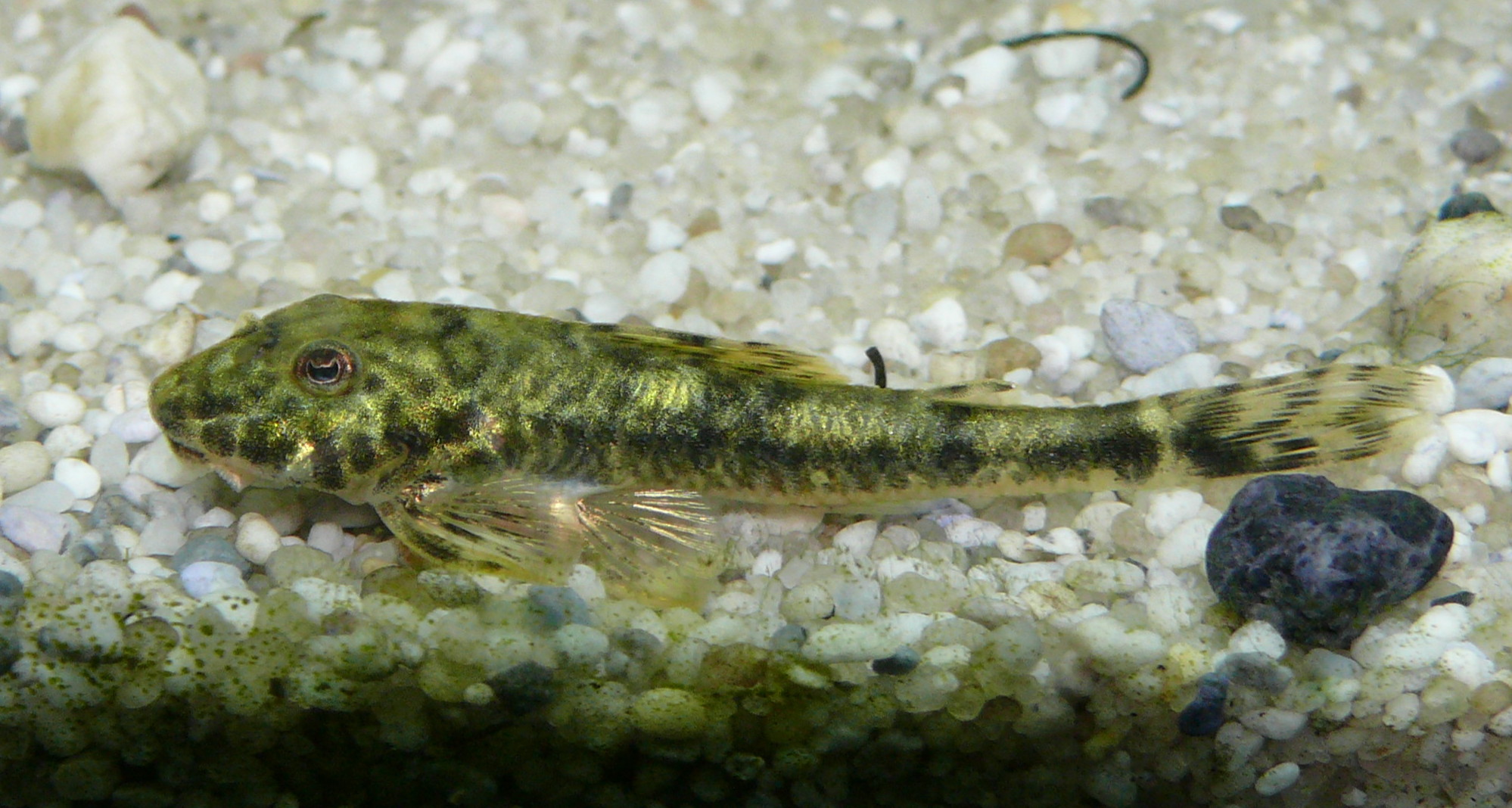
Hình ảnh của Parotocinclus jumbo.

Parotocinclus là tên của một chi cá thuộc họ Loricariidae và chúng là loài bản địa của Nam Mỹ. Chi này phân bổ chầu như là khắp các hệ thống kênh rạch và sông ngòi bắt đầu từ các con đập của Khiên Guiana và các nhánh sông của Khiên Amazon đến các con đập ven biển của đông, đông-nam Brazil (bao gồm cả lưu vực sông São Francisco. Hầu hết những loài trong chi này đều có cuống đuôi hình o-van. Bên cạnh đó, người ta đã nhận thấy rằng các loài thuộc chi Characidium tương tác với P. maculicauda. Đó là khi còn nhỏ, những cá thể Characidium sẽ đi theo P. maculicauda nhằm ăn những mảnh vụn thức ăn rơi ra.
Các loài trong chi này đều có kích thước nhỏ, chỉ từ 3 đến 6 cm. Hình dáng cơ thể của chúng làm nhiều người liên tưởng đến chi Otocinclus.

## Phân loại
Theo một bản phân tích xuất bản năm 2005, Parotocinclus không phải là một chi đơn ngành. P. jumbo không có mối liên quan gần gũi nào với P. maculicauda nhưng lại bị xếp chung thay vì là một giống cơ sở của phân họ Hypoptopomatinae. Cũng theo đó, P. collinsae và Parotocinclus maculicauda cũng tương tự. P. collinsae thì trông như gần gũi với chi Hypoptopoma và 4 chi khác hơn. Có thể vì thế mà người ta sẽ chuyển P. jumbo và P. collinsae sang chi khác cho phù hợp hơn.

## Các loài
Hiện tại có 30 loài được xác định là nằm trong chi này:
- Parotocinclus amazonensis Garavello, 1977
- Parotocinclus arandai Sarmento-Soares, Lehmann A. & Martins-Pinheiro, 2009
- Parotocinclus aripuanensis Garavello, 1988
- Parotocinclus bahiensis (A. Miranda-Ribeiro, 1918)
- Parotocinclus bidentatus Gauger & Buckup, 2005
- Parotocinclus britskii Boeseman, 1974
- Parotocinclus cearensis Garavello, 1977
- Parotocinclus cesarpintoi P. Miranda-Ribeiro, 1939
- Parotocinclus collinsae Schmidt & Ferraris, 1985
- Parotocinclus cristatus Garavello, 1977
- Parotocinclus dani Roxo, G. S. C. Silva & C. de Oliveira, 2016 [1]
- Parotocinclus doceanus (A. Miranda-Ribeiro, 1918)
- Parotocinclus eppleyi Schaefer & Provenzano, 1993
- Parotocinclus halbothi Lehmann A., Lazzarotto & R. E. dos Reis, 2014 [5]
- Parotocinclus haroldoi Garavello, 1988
- Parotocinclus jequi Lehmann A., Koech Braun, E. H. L. Pereira & R. E. dos Reis, 2013 [6]
- Parotocinclus jimi Garavello, 1977
- Parotocinclus jumbo Britski & Garavello, 2002
- Parotocinclus longirostris Garavello, 1988
- Parotocinclus maculicauda (Steindachner, 1877)
- Parotocinclus minutus Garavello, 1977
- Parotocinclus muriaensis Gauger & Buckup, 2005
- Parotocinclus planicauda Garavello & Britski, 2003
- Parotocinclus polyochrus Schaefer, 1988
- Parotocinclus prata A. C. Ribeiro, A. L. A. Melo & E. H. L. Pereira, 2002
- Parotocinclus robustus Lehmann A. & R. E. dos Reis, 2012 [7]
- Parotocinclus seridoensis T. P. A. Ramos, Barros-Neto, Britski & S. M. Q. Lima, 2013 [8]
- Parotocinclus spilosoma (Fowler, 1941)
- Parotocinclus spilurus (Fowler, 1941) [9]
- Parotocinclus variola Lehmann A., Schvambach & R. E. dos Reis, 2015 [10]